# Samsung i5500
El Samsung i5500,  también conocido como Samsung Galaxy 5, Samsung i5503 o Samsung Galaxy Europa en algunos países, es un teléfono inteligente fabricado por Samsung que usa el sistema operativo Android. Fue anunciado el 15 de junio de 2010.

## Especificaciones
El teléfono mide 108 mm x 56 mm x 12.3mm. Pesa unos 102gr. Incluye el sistema operativo Android 2.1 (Eclair) y soporta el protocolo HSDPA ("3.5G") con una velocidad de 7.2 Mbps. Posee una pantalla táctil capacitiva, pero no es multitáctil como otros teléfonos de alta gama. La pantalla, de 2,8 pulgadas, es compatible con vídeo QVGA (320 x 240) con una profundidad de colores de 16 bits.
El teléfono también incluye Bluetooth y Wi-Fi, el sistema de Entrada Swype y un navegador de realidad aumentada.
Su sistema Android es actualizable a 2.2, de manera oficial en ciertos países, vía Samsung Kies. Del mismo modo, al igual que en muchos otros teléfonos basados en Android, la comunidad de usuarios ha adaptado al dispositivo al desarrollo CyanogenMod en sus versiones, CM7 basado en Android 2.3.7, CM9 desarrollado en el Android 4.0.4, y recientemente CM10 basado en Android 4.1.2 Jelly Bean. También están disponibles versiones superiores como Android 4.2 e incluso Android 4.4, pero al contar con un procesador basado en la arquitectura ARMv6, se desconoce si tendrá actualización debido a la incompatibilidad de ART y este tipo de procesadores.